# Мальцев, Геннадий Васильевич
Генна́дий Васи́льевич Ма́льцев (28 апреля 1935, c. Гулькевичи, Гулькевичский район, Краснодарский край — 26 марта 2013, Москва) — советский и российский учёный-правовед, доктор юридических наук, профессор, член-корреспондент РАН (2000), Заслуженный деятель науки Российской Федерации (2001).

## Биография
В 1957 году окончил юридический факультет Ростовского государственного университета. До 1962 года работал в органах прокуратуры Чечено-Ингушской АССР.
В 1962—1965 годах — аспирант, в 1965—1972 годах — младший научный сотрудник Института государства и права АН СССР. В 1966 году защитил кандидатскую диссертацию на тему «Социалистическое право и свобода личности».
В 1972—1976 гг. — старший научный сотрудник, доцент; в 1976—1992 гг. — заместитель руководителя кафедры теории государства и права Академии общественных наук при ЦК КПСС. В 1979 году защитил докторскую диссертацию «Социальная справедливость и права человека».
В 1992—1994 годах — директор Центра государства и права Российской академии управления, с 1994 года — заведующий кафедрой государственного строительства и права Российской академии государственной службы при Президенте РФ, с 2010 года — заведующий кафедрой теории государства и права Российской академии народного хозяйства и государственной службы при Президенте РФ.
26 мая 2000 года был избран членом-корреспондентом РАН по Отделению общественных наук.

## Научная деятельность
Специалист в области теории права и государства, философии и социологии права, социологии государства, истории политических и правовых учений, конституционного (государственного) права, теории демократии. Автор более 150 научных публикаций, в том числе 8 монографий.
Предложил новые теоретические конструкции, касающиеся происхождения государства и права, ранних форм права и государства, исторической эволюции отдельных правовых институтов, исследовал естественно-правовые подходы и юридико-позитивистское понимание права, изучал христианское естественное право, неокантианскую этику и аналитическую юриспруденцию Англии и США, скандинавский юридический реализм, исследовал органическую и организационную природу власти, взаимосвязи политической и экономической власти, перспективы развития права в процессе осуществления научно-технического прогресса.

### Основные работы
- «Свобода личности и право» (М., 1968);
- «Социальная справедливость и право» (М., 1977);
- «Буржуазный эгалитаризм» (М., 1984);
- «Иллюзии равноправия» (1984);
- «Понимание права. Подходы и проблемы» (М., 1999);
- «Пять лекций о происхождении и ранних формах права и государства» (1999);
- «Социальные основания права» (2007);
- «Нравственные основания права» (2008);
- «Бюрократия как правовая и моральная проблема» (2009);
- "Очерки истории раннего права и государства (2010).

## Награды, почётные звания
- Орден Дружбы (2005)[1]
- Заслуженный деятель науки Российской Федерации (2001)[2]
- Медаль «В память 850-летия Москвы»